# Sail-sous-Couzan
Sail-sous-Couzan is een gemeente in het Franse departement Loire (regio Auvergne-Rhône-Alpes). De plaats maakt deel uit van het arrondissement Montbrison. Sail-sous-Couzan telde op 1 januari 2022 992 inwoners.

## Geografie
De oppervlakte van Sail-sous-Couzan bedroeg op 1 januari 2022 7,43 vierkante kilometer; de bevolkingsdichtheid was toen 133,5 inwoners per km².

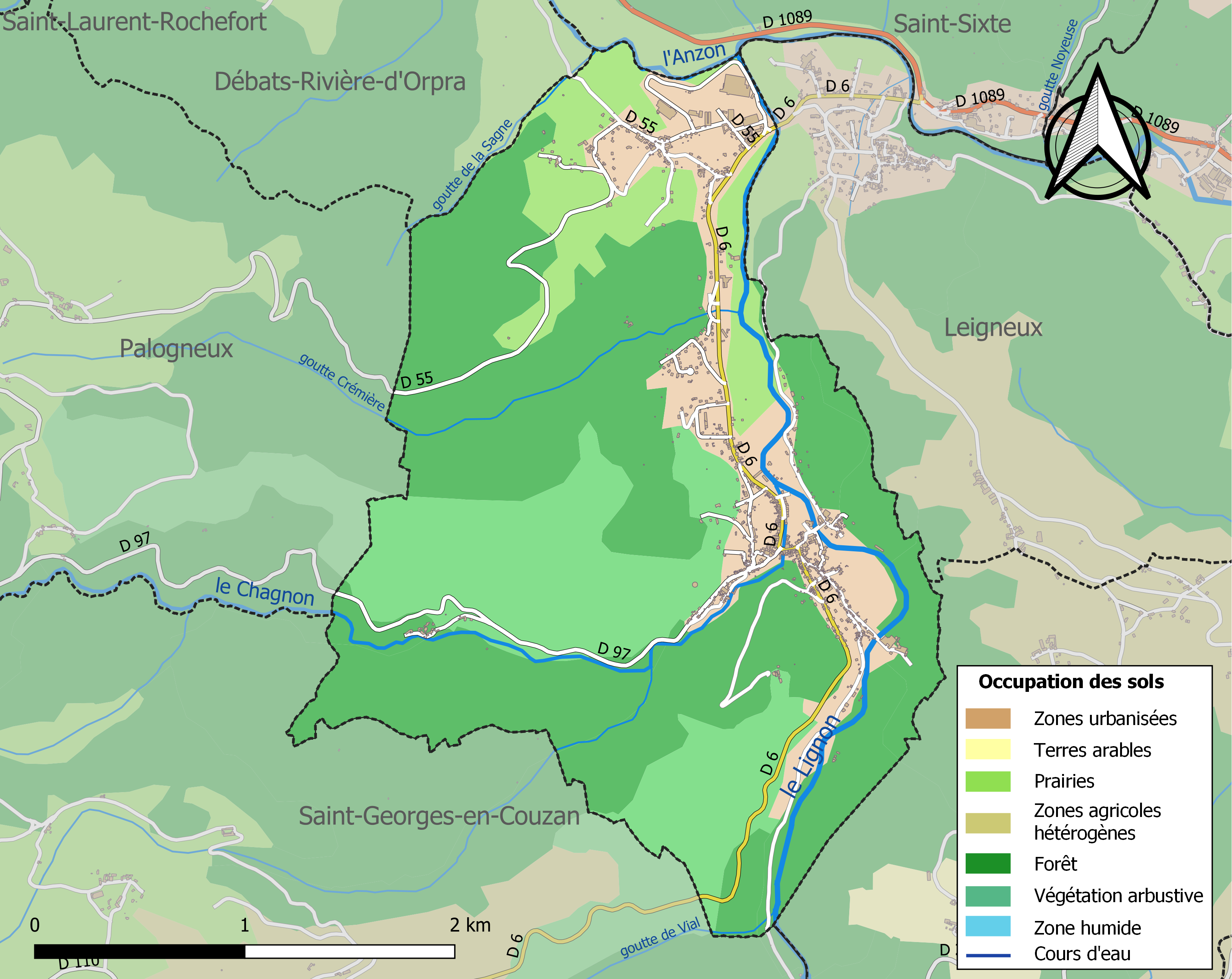
Kaart van de gemeente met de belangrijkste infrastructuur, bodemgebruik en omliggende gemeenten

## Demografie
Onderstaande figuur toont het verloop van het inwonertal (bron: INSEE-tellingen).

## Geboren
- Aimé Jacquet, voetbalcoach